# Roger Le Loire
 (février 2023).
 (février 2023).
Si vous disposez d'ouvrages ou d'articles de référence ou si vous connaissez des sites web de qualité traitant du thème abordé ici, merci de compléter l'article en donnant les références utiles à sa vérifiabilité et en les liant à la section « Notes et références ».
Roger Le Loire, né le 25 avril 1953  à Paris, est un ancien magistrat français, en dernier lieu premier vice-président chargé de l'instruction et doyen des juges d'instruction du Tribunal de grande instance de Nanterre. 
Anciennement juge d'instruction au pôle antiterrorisme et doyen du pôle économique et financier du tribunal de grande instance de Paris, il a commencé sa carrière comme inspecteur de police à la brigade des stupéfiants de Paris.

## Biographie

### Etudes
Titulaire d'un bac CNTE obtenu à Vanves, il a suivi un cycle préparatoire à l'ENA. Après avoir réussi le concours de la magistrature, il étudie entre 1983 et 1984 à l'École nationale de la magistrature.

### Carrière
Elevé par sa mère qui est employée de bureau, il commence à travailler à 16 ans dans les assurances, puis comme chauffeur-livreur et agent hospitalier.
Inspecteur de police entre 1974 et 1988, il devient juge d'instruction notamment au pôle antiterrorisme puis au service général du tribunal de grande instance de Paris entre 1988 et 2001 où des dossiers internationaux lui sont confiés.
En 2002, il est nommé Premier Juge d'instruction au Tribunal de grande instance de Bobigny, avant d'être nommé en 2007 Doyen au Pôle économique et financier du Tribunal de grande instance de Paris. Il sera chargé notamment de grandes affaires politico-financières.
De septembre 2017 à juin 2019, date de son départ en retraite, il est premier vice-président, chargé de l'instruction et doyen des juges d'instruction du Tribunal de grande instance de Nanterre.

## Affaires instruites

### Juge d'instruction au pôle antiterroriste du TGI de Paris
- Action Directe, qui a revendiqué plus de 80 attentats ou assassinats sur le territoire français entre 1979 et 1987. Les derniers militants de l'organisation ont été arrêtés en 1987, puis jugés et condamnés par une formation spéciale de la Cour d'assises de Paris.
- FLNC, qui a revendiqué de nombreux attentats en Corse et en France métropolitaine.
- ETA (Euskadi ta Askatasuna), fondée en 1959, l'organisation a évolué d'un groupe résistant à la dictature franquiste vers un groupe paramilitaire indépendantiste basque. Depuis 1968, selon les chiffres officiels, ETA a tué plus de 800 personnes, fait des centaines de mutilés, et commis des dizaines d'enlèvements. A ce titre, le juge Roger Le Loire a été décoré d'une médaille militaire par l'État espagnol pour sa lutte contre ETA[réf. nécessaire].
- Attentat du Café de Paris à Djibouti, qui a causé la mort d'un jeune Français et faisant 17 blessés.
- Le Groupe islamique armé (GIA), qui a revendiqué la vague d'attentats commis en France en 1995.

### Juge d'instruction du TGI de Paris
- Dossier Pinochet : Roger Le Loire a lancé toutes les poursuites engagées par la France contre le général Augusto Pinochet ainsi que d'autres responsables de la dictature chilienne (notamment Manuel Contreras, le directeur de la DINA, la police politique chilienne).

Il a aussi lancé les poursuites, à la suite de la disparition de 16 victimes françaises en Argentine pendant la « guerre sale » (et plus particulièrement l'opération Condor), sous la dictature militaire argentine de (1976-1983), pour séquestrations, tortures et disparitions forcées. Le juge a réussi à faire condamner 13 responsables de la junte chilienne, responsable de ces disparitions.
- Affaire Bernard, magistrat français, disparu à Djibouti le 18 octobre 1995, dont on retrouve le cadavre le lendemain en partie calciné au pied d'une falaise[1].

- Affaire Francis Temperville, docteur en physique nucléaire et espion français qui a été recruté par le KGB. Pendant les années 1989 et 1990, il vend les plans des armes nucléaires françaises à un correspondant du KGB, ainsi que les résultats des tirs expérimentaux de Moruroa. Temperville est arrêté, ainsi que deux autres Français. Il est condamné le 30 octobre 1997 à neuf ans de prison pour trahison par la cour d'assises spéciale de Paris[réf. nécessaire].

### Premier juge d'instruction du TGI de Bobigny
- Effondrement du terminal 2E de l'aéroport de Roissy-CDG en 2004
- Affaire « Decollo » relative au blanchiment de l'argent du trafic de cocaïne entre la 'Ndrangheta et le Cartel de Cali
- L'affaire du bagagiste de Roissy est une série d'événements impliquant Abderrezak Besseghir, un Français d'origine algérienne, suspecté d'avoir préparé un acte terroriste. Les enquêteurs découvrent qu'il s'agit d'une machination montée par sa belle-famille pour faire payer au bagagiste la mort de sa femme.

### Juge d'instruction et Doyen du pôle économique et financier du TGI de Paris

#### Affaire de l'UIMM
En septembre-octobre 2007, l'UIMM (Union des industries et métiers de la métallurgie) a été secouée par les révélations sur des retraits de fonds en liquide effectués par son président, Denis Gautier-Sauvagnac. Une information judiciaire a été ouverte par le juge Roger Le Loire pour les retraits suspects des caisses de l'UIMM de 18 944 691 euros, et des comptes révélant une « dissimulation orchestrée » de la réalité des comptes de l'UIMM. Ces fonds pourraient avoir servi à influencer des décideurs et des organisations ; ils auraient également été utilisés comme compléments occultes de rémunération des dirigeants de l'organisation.

#### Affaire Karachi
L'affaire Karachi, est une affaire politico-financière qui concerne deux contrats d’armement signés en 1994. Le premier prévoyait la vente par la France de frégates à l’Arabie saoudite et le second celle de sous-marins au Pakistan ; ces contrats sont soupçonnés d’avoir donné lieu à des rétrocommissions qui auraient financé la campagne d’Édouard Balladur lors de l'élection présidentielle de 1995.

#### Affaire des biens mal acquis
Cette affaire fait suite à la plainte de l'ONG Transparency International, cette plainte visait les conditions dans lesquels un très important patrimoine immobilier et mobilier a été acquis en France par les chefs d’État du Congo-Brazzaville (Denis Sassou-Nguesso), du Gabon (Ali Bongo), de la Guinée Équatoriale (Teodoro Obiang) et de l'Égypte (Hosni Moubarak) ainsi que des membres de leur entourage.
L'ONG affirme notamment que des biens ont été acquis en France avec de l'argent public détourné.
Une enquête de police de 2007 avait recensé 39 propriétés et 70 comptes bancaires détenus par la famille Bongo et ses proches, 24 propriétés et 112 comptes bancaires pour la famille Sassou Nguesso, et des limousines de luxe achetées par la famille Obiang. 
Les achats de luxueux véhicules par Obiang Junior avaient été déjà été épinglés par un rapport récent de la direction générale des douanes, révélant qu'il avait envoyé 26 voitures en Guinée équatoriale, en 2009.

#### Affaire Cahuzac
Il est chargé de l'enquête, avec son collègue Renaud Van Ruymbeke, dans le cadre de l'affaire Cahuzac.
L'affaire Cahuzac est un scandale politico-financier français mettant en cause Jérôme Cahuzac, ministre délégué chargé du Budget lors du déclenchement de l’affaire, en décembre 2012. Accusé par le site d'information en ligne Mediapart d'avoir possédé des fonds non déclarés sur un compte en Suisse, puis à Singapour, Cahuzac clame à plusieurs reprises son innocence, y compris devant les députés à l'Assemblée nationale. Le jour de l'ouverture d'une information judiciaire, le 19 mars 2013, le président de la République François Hollande annonce le départ de son ministre du gouvernement1. Jérôme Cahuzac finit par reconnaître les faits le 2 avril 2013 devant les juges d'instruction. Il est alors mis en examen pour blanchiment d'argent provenant de fraude fiscale.

#### Affaire François Pérol
L'ancien secrétaire général adjoint de l'Élysée, François Pérol, chargé des affaires économiques auprès de Nicolas Sarkozy, a été mis en examen par le juge Roger Le Loire. Il est suspecté d'avoir participé aux négociations qui ont abouti à la création de la BPCE (fusion des Caisses d'épargne et des Banques populaires), avant d'être nommé à la tête du groupe aussitôt celui-ci créé.

#### Affaire Thomas Fabius
Durant l'été 2013, il hérite avec Renaud Van Ruymbeke du dossier de Thomas Fabius, fils du ministre des Affaires étrangères Laurent Fabius, « dont l'appartement à 7 millions d'euros a éveillé les soupçons de la justice ».

#### Affaire Bygmalion
Trouvant son origine dans un article du Point, l'affaire Bygmalion s'est progressivement orientée en soupçon de financements illicites par l'UMP, de la campagne présidentielle en 2012. 
Roger Le Loire est chargé de l'enquête avec ses collèges Serge Tournaire et Renaud Van Ruymbeke.

#### Affaire du 36, quai des Orfèvres
Fin 2014, Christophe Rocancourt est interpellé puis mis en examen par les juges Roger Le Loire et Charlotte Bilger, suspecté d'être impliqué dans une affaire de trafic de faux titres de séjours, où apparaissent notamment les noms d'autres personnalités. À commencer par le commandant de gendarmerie Christian Prouteau, ex-préfet, fondateur du Groupe d'intervention de la Gendarmerie nationale et du Groupe de sécurité de la présidence de la République, l'ex-secrétaire d'État socialiste Kofi Yamgnane et le célèbre avocat Me Marcel Ceccaldi.
En février 2015, Bernard Petit, patron de la police judiciaire parisienne, et son chef de cabinet sont à leur tour interpellés et déférés devant les juges Roger Le Loire et Charlotte Bilger puis mis en examen pour « violation du secret de l’instruction » et « révélation d’informations sur une instruction dans le but d’entraver le déroulement des investigations ou la manifestation de la vérité ». Ils sont soupçonnés, avec deux autres policiers également mis en examen, d’avoir prévenu Christian Prouteau qu'il allait être placé en garde à vue et lui avoir fourni des informations confidentielles sur le dossier.
Nommé depuis un an à la tête de la PJ, Bernard Petit, est limogé sur-le-champ par le ministre de l'Intérieur Bernard Cazeneuve.
Au terme de son procès, Bernard Petit est relaxé, le 6 décembre 2022. Mediapart écrit que "L’issue judiciaire est d’autant plus libératrice pour lui qu’il n’échappe pas à une condamnation au bénéfice du doute, mais parce que les audiences ont permis d’établir qu’aucun témoin ni aucun élément matériel n’étaient venus confirmer l’architecture de l’instruction bâtie par le juge Le Loire, selon le jugement. Même le parquet de Paris, pourtant censé représenter l’accusation, avait requis sa relaxe « pure et simple ». En somme, il n’y avait rien de sérieux dans le dossier contre lui."